# Safia acharia
Safia acharia is een vlinder uit de familie van de spinneruilen (Erebidae). De wetenschappelijke naam van de soort is voor het eerst geldig gepubliceerd in 1781 door Stoll, dit was waarschijnlijk niet onder het geslacht Safia omdat dit geslacht pas in 1818 door Jacob Hübner is geintoduceerd. 
De Safia acharia is een middelgrote mot met een spanwijdte van 30-40 mm. De voorvleugels zijn bruin of grijs met donkere vlekken en lijnen, terwijl de achtervleugels licht van kleur zijn, vaak crème of lichtgeel met een donkere rand. Het lichaam is slank en beige tot lichtbruin. 
Deze soort komt voor in tropische en subtropische bossen van Zuidoost-Azië, met name in India, Sri Lanka, Myanmar en Thailand. Het leeft in vochtige, schaduwrijke gebieden in laagland- en heuvelachtige bossen. 
De Safia acharia behoort tot het geslacht Safia, dat bekend staat om zijn variërende vleugelpatronen, en de soort verschilt van andere Safia-soorten door het subtiele kleurcontrast en het vleugelpatroon.